# Richwiller
Richwiller es una comuna francesa situada en la circunscripción departamental de Alto Rin y, desde el 1 de enero de 2021, en el territorio de la Colectividad Europea de Alsacia, en la región de Gran Este.

## Demografía
| 2309 | 2352 | 2655 | 2938 | 3150 | 3325 | 3704 |
| Para los censos de 1962 a 1999 la población legal corresponde a la población sin duplicidades (Fuente: INSEE [Consultar]) |      |      |      |      |      |      |